# Universitetsadresserna
Universitetsadresserna var de protestadresser som 1934 inlämnades till statsrådet och Finlands riksdag samt till de finländska beskickningarna i Stockholm, Köpenhamn och Oslo riktade mot planerna på förfinskning av Helsingfors universitet.  
Frågan om undervisningsspråket vid Helsingfors universitet var föremål för ständig debatt under mellankrigstiden. På finskt håll ville man i vidsträckta kretsar och särskilt bland äktfinnarna göra landets enda statsuniversitet till en härd för den finska nationella kulturen, och den svenska undervisningen sågs som ett hinder för detta. I det motsatta lägret uppfattades planerna på en nedskärning av den svenska undervisningen som ett hot mot den finlandssvenska kulturella odlingen. I september 1934 framlade regeringen en proposition i universitetsfrågan, som ansågs otillfredsställande från finlandssvensk synvinkel. 
På initiativ av Svenska folkpartiet insamlades då en protestadress med 153 914 namnteckningar, som överlämnades till regering och riksdag den 25 oktober 1934. Oberoende därav, men ungefär samtidigt, inlämnades på de finländska beskickningarna i Stockholm, Köpenhamn och Oslo adresser, som var undertecknade av sammanlagt 762 svenska, danska, norska och isländska universitetsmän; i dem påpekades det bland annat att ett försvagande av det svenska språkets ställning vid Helsingfors universitet skulle innebära en allvarlig förlust för den nordiska kulturgemenskapen. De nordiska adresserna framkallade bland annat i den finskspråkiga pressen beskyllningar om att de inspirerats från finlandssvenskt håll, där det skandinaviska ingripandet betraktades som en framgång. I detta sammanhang anställdes även jämförelser med den europeiska adressen 1899.